# بی‌دی+۰۵ ۷۰۶
بی‌دی+۰۵ ۷۰۶ یک ستاره است که در صورت فلکی ثور قرار دارد.